# ولید ابو السل
ولید ابو السل (عربی: وليد أبو السل؛ زادهٔ ۱۹۶۳ (۶۱–۶۲ سال)) یک بازیکن فوتبال اهل سوریه است.
از باشگاه‌هایی که در آن بازی کرده‌است می‌توان به تیم ملی فوتبال سوریه اشاره کرد.
وی همچنین در تیم ملی فوتبال سوریه بازی کرده است.